# 2021年11月江浙沪2019冠状病毒病聚集性疫情
2021年11月江浙沪2019冠状病毒病聚集性疫情是指2021年11月下旬起在中华人民共和国上海市、江苏省苏州市、徐州市、浙江省杭州市爆发的2019冠状病毒病聚集性疫情。2021年11月19日-21日，三名来自上海的游客来到苏州游玩，期间与杭州市和徐州市报告的无症状感染者共同就餐，后被确认感染2019冠状病毒病。截至11月27日，此次疫情共有7例感染个案。

## 经历
2021年11月12日，一名34岁的厦门大学法学院教师自厦门前往北京，抵京后在海淀区远大路福朋喜来登酒店入住，期间在东城区、海淀区、朝阳区四家餐厅用餐。11月15日自北京抵达上海。11月19日，该教师与另2名遊客抵达苏州开始行程，先后在沧浪亭、网师园、东山紫金庵、吴中博物馆、甪直古镇等地游玩，期间参加了一个古建筑讲座，并下榻苏州工业园区尼盛万丽酒店，21日在桂满陇饭店（丰隆汇店）聚餐。11月25日，三人进行核酸检测，结果均为阳性，后经上海市、各区疾控中心复核，均被确诊。当日杭州市发布消息，上海报告病例的2名密切接触者被要求协助管控，接报后立即开展排查管控。经实验室检测，两人报告核酸检测结果均为阳性，诊断为无症状感染者。徐州市也发现一名密切接触者，经市疾控中心核酸检测为阳性，诊断为无症状感染者。11月27日，上海新增1例无症状感染者，为确诊病例的密接。

## 各感染者情况简表
| # | 性别 | 年齡 | 報告日期 | 其他資料 | 报告地 |
| - | ---- | ---- | -------- | --- | ------ |
| 1 | 女   | 34   | 11月25日 | 常住地福建省厦门市，厦门大学法学院教师。11月12日自厦门前往北京，15日搭乘中国国际航空CA1521航班自北京抵達上海，座位号37F，临时居住于浦东新区花木街道锦绣路香梅花园。11月19-21日曾先后至苏州共同游玩。25日上午，核酸检测结果为阳性，后经市、区疾控中心复核为阳性，综合流行病学史、临床症状、实验室检测和影像学检查结果等，诊断为确诊病例。 | 上海市 |
| 2 | 女   | 32   | 11月25日 | 家庭住址为浦东新区三林镇海阳路1080弄。11月19-21日曾先后至苏州共同游玩。25日上午，核酸检测结果为阳性，后经市、区疾控中心复核为阳性。综合流行病学史、临床症状、实验室检测和影像学检查结果等，诊断为确诊病例。 | 上海市 |
| 3 | 女   | 31   | 11月25日 | 家庭住址为青浦区赵巷镇业文路189弄。11月19-21日曾先后至苏州共同游玩。作为病例1、病例2的密切接触者，25日核酸筛查结果异常，后经市、区疾控中心复核为阳性。综合流行病学史、临床症状、实验室检测和影像学检查结果等，诊断为确诊病例。 | 上海市 |
| 4 | 男   | 48   | 11月25日 | 浙江大学艺术与考古博物馆工作人员，现住址为西湖区蒋村街道河滨之城。11月19日晚离开杭州到苏州出差，20日晚在苏州与上海确诊患者参加聚餐，11月22日晚返回杭州。11月25日，其作为密切接触者被要求协助管控，接报后立即开展排查管控，同日下午实验室报告核酸检测结果为阳性，诊断为无症状感染者。                                                     | 杭州市 |
| 5 | 男   | 54   | 11月25日 | 与案4来杭后，暂时住在其家中，行程与案4一致。11月25日，其作为密切接触者被要求协助管控，接报后立即开展排查管控，同日下午实验室报告核酸检测结果为阳性，诊断为无症状感染者。 | 杭州市 |
| 6 |      |      | 11月25日 | 11月20日在苏州市曾与上海阳性人员在同一餐厅就餐，11月21日乘坐G8300次列车由苏州到徐州东。11月22日-24日到徐州乐园调试设备，期间曾多次前往淮海新天地麦当劳。11月25日作为密切接触者被管控，经市疾控中心核酸检测为阳性，已转至定点医院，经专家诊断为无症状感染者。                                                                             | 徐州市 |
| 7 |      | 28   | 11月27日 | 案3的密切接触者，11月25日已被隔离管控。隔离期间核酸检测异常。经市、区疾控中心核酸复核结果为阳性。经市级专家会诊，综合流行病学史、临床症状、实验室检测和影像学检查结果等，诊断为无症状感染者。 | 上海市 |

## 溯源调查
11月27日，上海市新冠肺炎疫情防控工作领导小组办公室发布消息称，本轮疫情感染来源可以聚焦在外省市暴露于境外输入病毒污染的环境而引发的感染。11月29日，浙江省卫健委副主任夏时畅在浙江省第八十场疫情发布会上表示，本次疫情源于在外省市暴露于境外输入病毒污染的航空器而引发的感染。根据財新網的报道，首个确诊病例11月12日自廈門前往北京，15日搭乘中国国际航空CA1521航班自北京抵達上海，由A330-243E飛機執飛。其前序航班为波蘭華沙至北京的國航CA738航班，第一入境点为太原武宿機場，11月13日抵达；11月14日從太原飛抵北京首都機場。根據前述訊息研判，此次疫情由该架次從波蘭至北京的航班所引發，但國航對此尚無回應。凤凰网的报道则认为是因为飞机消毒处理不彻底，导致病毒传播。

## 反应

### 上海市
此次疫情发生后，浦东新区花木街道锦绣路1650弄香梅花园一期小区、浦东新区三林镇海阳路1080弄香樟苑小区和青浦区赵巷镇业文路189弄西郊锦庐小区列为中风险地区。自25日起，上海多家医院陆续发布消息称，即刻起暂停门急诊医疗服务，互联网医院照常运行。网络上也一度流传医院停诊是因为医疗机构接受受到感染的医药代表请客所致，其后上海市卫健委主任邬惊雷澄清并无此事，强调上海只是根据防疫要求对相关人员、相关场所和环境进行必要的筛查。27日起，暂停门急诊医疗服务的医院逐步恢复正常服务，29日9时上海中医药大学附属曙光医院（黄浦院区）结束闭环管理，至此本轮疫情中涉及闭环管理的医疗机构已经全部结束闭环管理，全面恢复门急诊医疗服务。
交通方面，11月26日起，上海交运巴士、上海长途客运总站停运多个前往江苏和浙江地区的长途班次。上海虹桥、浦东机场部分航班受影响，穗沪航线3成以上航班被取消；深沪航线5成以上航班被取消。各主要航空公司也发布了涉及上海航线的免费退改通知。
11月26日，上海市疫情防控工作领导小组办公室公布排查进展，截至11月26日8时，累计排查11月25日上海市确诊的3例本土病例在沪密切接触者182人，均已落实集中隔离，首次核酸检测结果均为阴性；累计排查到在沪密接的密接337人，均已落实集中隔离，首次核酸检测结果均为阴性；累计排查在沪筛查人员54759人，核酸检测结果均为阴性。

### 苏州市

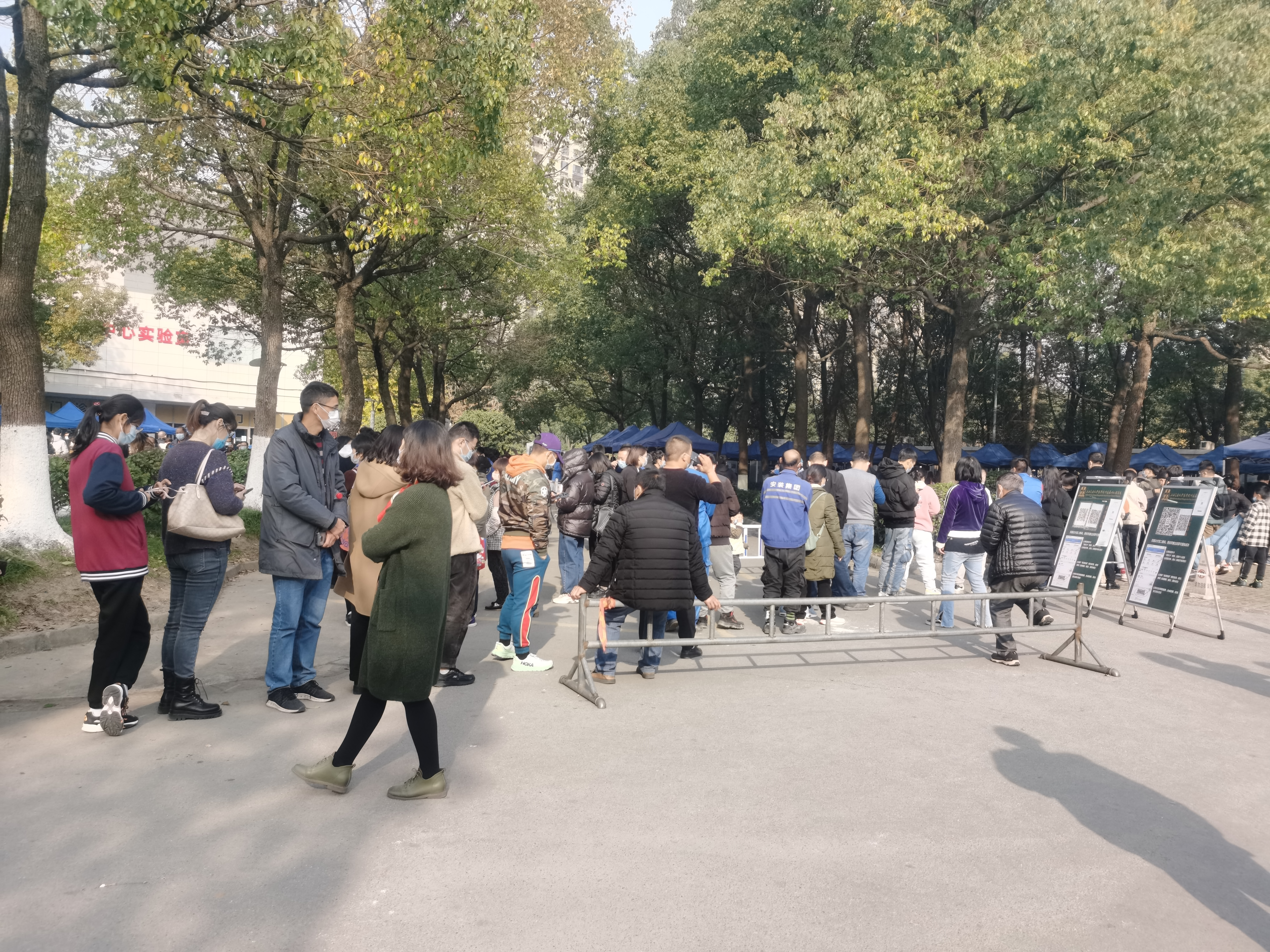
受本次疫情影响，苏州市医院核酸检测区出现大量排队人潮

11月25日，苏州市疫情防控指挥部发布通告，称苏州市接到协查通报后，市、区立即启动疫情防控应急处置机制，全面开展流行病学调查、相关人员排查、采样检测和隔离管控，落实相关场所及环境终末消毒等防疫措施。截至11月25日18时，苏州市已累计排查到在苏密切接触者229人，次密切接触者242人，均已落实集中隔离管控，其中342人核酸检测结果为阴性。11月26日，苏州市对与确诊病例或无症状感染者活动轨迹有时空伴随的人员进行赋黄码，被赋予黄码人员需定期进行核酸检测。截至11月27日7时，已累计核酸采样48492人，检测结果均为阴性；其中，累计排查到在苏州的密切接触者703人、次密切接触者1298人，已出检测结果均为阴性。换言之，此次疫情苏州未发现初筛阳性人员。
同日，苏州多家文旅场所包括甪直景区、西山景区、东山紫金庵、吴文化博物馆宣布暂时关闭。原定于11月27、28日举行的THE9毕业演唱会苏州站也因本次疫情而延期。

### 杭州市
11月25日，在杭州市接到协查通报后，杭州市随即宣布河滨之城小区、浙江大学紫金港校区实施封闭管理。同日晚，杭州市卫健委从8家市属医院选派346名核酸采样人员到浙大紫金港校区、玉泉校区和西溪校区支援开展核酸采样工作；西湖区卫健局派出50名核酸采样人员，到西湖区河滨之城小区支援开展核酸采样工作。截至26日20时，两名无症状感染者所住小区、工作场所及周边区域人员新增采样9040人，其他区域新增各类人员采样3729人，核酸检测结果均为阴性。截至11月28日12时，第二轮核酸检测累计采样52765人次，结果均为阴性。11月27日，浙江大学紫金港校区（除浙大艺博馆外）予以解封；28日浙大艺博馆及周边小范围楼群师生、河滨之城雨澜轩小区（除1幢2单元外）解除封闭管控措施。

### 徐州市
11月25日，在徐州市发现无症状感染者后，徐州地铁自当晚起全线暂停运营。同日，徐州市疫情防控应急指挥部交通管控组发布《关于加强新冠肺炎疫情交通管控的紧急通告》，通告除要求地铁全线暂停运营外，省市际班车客运、省市际包车客运、省际毗邻公交暂停运营；市区部分公交线路调整路径；出租汽车不得出市运营；在火车站、汽车站、机场和高速公路入口及省市界卡口设立查验点，对所有离徐人员查验48小时内核酸检测阴性证明及健康码、行程码，市区周边6个高速公路入口临时关闭。此外，徐州全市公众聚集性活动暂停举办或取消，暂停举办线下会议、庆典、展会、讲座、培训、招聘等人群聚集性活动，提倡采取视频等线上形式举行。暂停景点景区、电影院、博物馆、图书馆、麻将馆、棋牌室、美容院、足浴店、浴室、保健按摩店、歌舞厅、健身房、室内游泳馆、酒吧、网吧、游戏游艺娱乐厅、室内密闭场所等公共场所运营；暂停校外教育培训机构（含托管班、兴趣班）线下服务。徐州市疫情防控应急指挥部学校防控组发布通告称，11月26日起，全市各级各类学校停课；实习实训活动一并停止；校外培训机构暂停线下培训活动。11月26日，徐州市对与无症状感染者活动轨迹有时空伴随的人员进行赋黄码，被赋予黄码人员需定期进行核酸检测。
截至11月28日8时，徐州市全市核酸采样58202人，检测结果均为阴性。其中累计排查到在徐密切接触者121人，次密切接触者2210人，均落实隔离管控措施，严格按规范频次核酸检测，已出结果均为阴性。
疫情受控后，徐州市自11月30日6:00起，恢复市区公共交通正常运营，包括地铁全线和部分公交线路。全市各级各类学校（含幼儿园、托幼机构）从12月1日起依次恢复线下教学。12月3日起，离徐人员不再出示48小时内核酸检测阴性证明。

### 其他城市
位于徐州周边的安徽砀山县发布公告，原定11月27日举行的马拉松、骑行赛事暂停。
本次疫情发生后，中国大陆多地发布通告，要求对近期有上海市（全市或浦东新区、青浦区）、杭州市、徐州市，以及无感染者报告的苏州市的旅居史人员向所在社区（村居）、所在单位、所在酒店报备相关情况，配合做好核酸检测等疫情防控措施。中国大陆多地将杭州市、徐州市、苏州市作为中高风险地区所在市对待，而浙江各地也收紧防控政策。11月29日，浙江省卫生健康委副主任夏时畅表示，杭州市全域均为低风险地区，浙江全省各地不得对来自西湖区、杭州市的人员采取“层层加码”的管控措施，已推行的不当举措应立即予以纠正。

## 轶事
自此次疫情发生后，三名确诊病例的活动轨迹开始在网络上流传，网民称其为“寻宋之旅”，也引发复旦大学华山医院感染科主任张文宏的关注，而张文宏发表的微博提及到：“愿全球免疫屏障早日建立，我们可以放心地去苏州参加一个古建筑讲座，逛一下苏州斜塘土地庙，甪直保圣寺，还有东山紫金庵”。
而三名确诊病例的活动轨迹也引发媒体的广泛关注。苏州日报社下属的《姑苏晚报》于11月26日发表文章《待无恙，君再来，访苏州，探江南》，文章亦提及到“等这波疫情结束了，欢迎再来”。该文发布后迅速引发网民们的共同讨论，有网民表示待疫情趋稳后立即安排“寻宋之旅”。28日，《新民晚报》发表文章《待无恙，定再来》，以作回应；《钱江晚报》29日出版的头版头条文章，标题为《待无恙，访苏杭，多来往》。《杭州日报》报道认为，这些文章反映出从沪苏同城到长三角一体化，“抗疫共同体”的背后则是理解、团结和善意；长三角地区有的是人的来往、情感的来往，也是文明的来往。为回应读者、网民期盼，11月30日，《新民晚报》、《钱江晚报》、《扬子晚报》和《姑苏晚报》联合推出“待无恙，多来往——长三角四大晚报联手邀你寻宋江南”活动，读者、网民可通过上述报纸的新媒体平台推荐长三角宋代时期文物古迹，后续会逐个报道，最终向社会发布长三角“寻宋之旅”的经典路线。